# Mateus Carrieri
Mateus Roberto Carrieri  (São Paulo, 19 de fevereiro de 1967) é um ator e personal trainer brasileiro.

## Carreira
Mateus começou sua carreira no programa Boa Noite Cinderela, de Silvio Santos. Depois trabalhou como ator infantil, atuando nas novelas Amor com Amor Se Paga, De Quina pra Lua e Salomé, todas na Rede Globo. Em 1997 se mudou para Buenos Aires, onde atuou como o misterioso Miguel de Chiquititas, novela brasileira gravada na Argentina e exibida pelo SBT. Na RecordTV esteve em Estrela de Fogo (fase 2) e em Louca Paixão, em 1999 comandou gincanas no extinto Eliana no Parque.
Nos anos 2000 apresentou o Comando G, um programa de temática LGBT, na TV Gazeta. Em 2001 esteve primeira temporada do reality show Casa dos Artistas, no SBT. Na Band, particpou do humorístico Uma Escolinha Muito Louca, interpretando Raul Pitbull, personagem de sexualidade ambígua.
Formado em educação física, desde 2008 também trabalha como personal trainer em uma academia de São Paulo e  trabalha na dublagem. Em 8 de setembro de 2020, Mateus foi confirmado como um dos vinte participantes da décima segunda temporada do reality show A Fazenda da RecordTV, sendo o décimo quarto eliminado da competição.
Mateus posou nu em quatro ensaios para a revista G Magazine, nas edições de: 1998, 2000, 2004 (essa inclusive foi considerada polêmica porque ele posa junto com o filho Kaike) e 2006, junto com Alexandre Frota. Em 2006, foi contratado pela produtora de filmes pornográficos Brasileirinhas, estrelando Clube Prive, que foi lançado em setembro. No ano seguinte, estrelou mais dois filmes pornô da produtora, Fogosas e Perigosas e O Imperador. Posteriormente, a produtora lançou outros filmes com cenas reprisadas do ator. Na década seguinte, Mateus se declararia arrependido pela carreira pornográfica. Participou das peças de teatro Lili Carabina , O Vendedor de Sonhos e O Brilhante Mágico .

## Vida pessoal
Mateus é casado desde 22 de outubro de 2021 com Day Ribeiro. Descende etnicamente de italianos por ambos os lados, tendo o seu avô paterno nascido em Polignano a Mare. O ator é pai de três filhos de outros relacionamentos.

## Filmografia

### Televisão
| Ano     | Título                          | Personagem                          | Emissora          |
| ------- | ------------------------------- | ----------------------------------- | ----------------- |
| 1974–75 | Boa Noite, Cinderela            | Entrevistador                       | TVS               |
| 1975    | Um Dia, o Amor                  | Bilo                                | Rede Tupi         |
| 1976    | Papai Coração                   | Amigo de Titina                     | Rede Tupi         |
| 1977    | Éramos Seis                     | Lúcio (jovem)                       | Rede Tupi         |
| 1978    | Solar Paraíso                   | Hércules                            | TVS               |
| 1980    | Drácula, uma História de Amor   | Edu                                 | Rede Tupi         |
| 1980    | Um Homem muito Especial         | Edu                                 | Rede Bandeirantes |
| 1981    | Os Imigrantes                   | Pedro Molina                        | Rede Bandeirantes |
| 1981    | Os Imigrantes                   | Francisco Molina (criança)          | Rede Bandeirantes |
| 1982    | Os Imigrantes: Terceira Geração | Pedro Molina                        | Rede Bandeirantes |
| 1983    | Campeão                         | Edson                               | Rede Bandeirantes |
| 1983    | Fernando da Gata                | Diogo                               | TV Globo          |
| 1984    | Marquesa de Santos              | Advogado                            | Rede Manchete     |
| 1984    | Santa Marta Fabril S.A.         | Professor                           | Rede Manchete     |
| 1984    | Amor com Amor Se Paga           | João Paulo Queiroz (Johnny)         | TV Globo          |
| 1985    | Jogo do Amor                    | Gilson Lima                         | SBT               |
| 1985    | De Quina pra Lua                | André de Jesus Batista              | TV Globo          |
| 1991    | Salomé                          | Ruggero                             | TV Globo          |
| 1992/96 | Você Decide                     | Zizinho/Rogério/Dênis               | TV Globo          |
| 1996    | Irmã Catarina                   | Paulo                               | CNT               |
| 1996    | Vira Lata                       | Fred                                | TV Globo          |
| 1996    | Malhação                        | Márcio Goldman                      | TV Globo          |
| 1998    | Chiquititas                     | Miguel Pereira (Mascarado/Fantasma) | SBT               |
| 1999    | Estrela de Fogo                 | Lucas                               | RecordTV          |
| 1999    | Louca Paixão                    | Pedro Assunção (Pedrão)             | RecordTV          |
| 2000    | Ô... Coitado!                   | Mestre Liu                          | SBT               |
| 2000    | Comando G                       | Apresentador                        | TV Gazeta         |
| 2001    | Casa dos Artistas               | Participante (6º lugar)             | SBT               |
| 2004    | Meu Cunhado                     | Padre Antônio                       | SBT               |
| 2005    | Mandrake                        | Yag                                 | HBO Brasil        |
| 2008–10 | Uma Escolinha Muito Louca       | Raul Pitbull                        | Rede Bandeirantes |
| 2011    | Amor e Revolução                | Roberto                             | SBT               |
| 2014    | Chiquititas                     | Luís                                | SBT               |
| 2020    | A Fazenda 12                    | Participante (7º lugar)             | RecordTV          |

### Cinema
| Ano  | Título              | Personagem | Notas          |
| ---- | ------------------- | ---------- | -------------- |
| 2001 | Nervos de Aço       | Sebastian  | Curta-metragem |
| 2006 | Clube Privê         | Ele mesmo  | Pornográfico   |
| 2007 | Fogosas e Perigosas | Ele mesmo  | Pornográfico   |
| 2007 | O Imperador         | Ele mesmo  | Pornográfico   |
| 2008 | O Sedutor           | Ele mesmo  | Pornográfico   |
| 2008 | 69 Semanas de Sexo  | Ele mesmo  | Pornográfico   |
| 2009 | O Rei das Mulheres  | Ele mesmo  | Pornográfico   |
| 2025 | O Melhor Amigo      | José       |                |